# قندي مشطي الأصابع
قندي مشطي الأصابع (الاسم العلمي:Ctenodactylus) هو جنس من الحيوانات يتبع فصيلة القندية من رتبة القوارض.

## أنواع
يضم هذا الجنس نوعين هما:
- قندي شائع (الاسم العلمي:Ctenodactylus gundi)
- قندي فالي (الاسم العلمي:Ctenodactylus vali)